# Daniel Kastler
Daniel Kastler (Bandol, 4 de março de 1926 – 8 de julho de 2015) foi um físico teórico francês. Trabalhou na Universidade de Aix-Marselha em geometria não comutativa.
Kastler ficou conhecido pelo seu artigo de 1964 com o também físico Rudolf Haag em teoria quântica dos campos locais, que é um dos artigos mais citados na física matemática.
Filho do laureado com o nobel de física de 1966, Alfred Kastler.